# والتر بودرو
والتر بودرو هو ملحن كندي، ولد في 15 أكتوبر 1947 في مونتريال في كندا.

## روابط خارجية
- والتر بودرو على موقع IMDb (الإنجليزية)
- والتر بودرو على موقع ديسكوغز (الإنجليزية)